# Szőgyény-Marich László (jogász, 1806–1893)

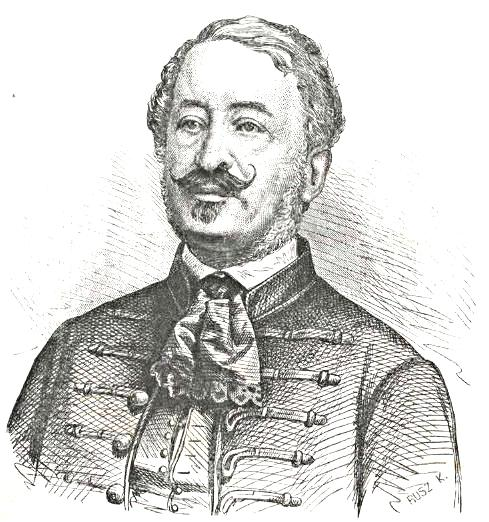
Az idősebb Szőgyény-Marich László portréja a Vasárnapi Ujságban

Id. magyarszőgyéni és szolgaegyházi Szőgyény-Marich László (Pest, 1806. január 2. – Székesfehérvár, 1893. november 19.) császári és királyi kamarás, valóságos belső titkos tanácsos, az Aranygyapjas rend vitéze, a Magyar Tudományos Akadémia igazgatósági tagja.

## Élete
Szőgyény Zsigmond alkancellár és Pászthory Júlia fia. Tanulmányait a bécsi Theresianum Katonai Akadémia katonai főiskolán kezdte, majd bölcsészeti és jogi stúdiumokat a Pesti Egyetemen folytatott, ahol már 18 éves korában a bölcsészet doktorává avatták. Pest megyénél kezdett hivatalos pályáján haladva, előbb tiszteletbeli aljegyző, majd tiszteletbeli főjegyző, 1841-től nádori ítélőmester, 1844-től a magyar királyi udvari kancelláriánál előadó tanácsos, majd helytartósági tanácsos, a magyar tanulmányi bizottság elnöke és udvari kancellár lett. Ez utóbbi tisztségéről 1848-ban a magyar udvari kancellária feloszlása után lemondott. Az 1848–49-es forradalom és szabadságharcban nemzetőr kapitány lett, de a harcokban nem vett részt.
1851-ben alakult birodalmi tanácsban kapott tisztséget, ahol a régi magyar alkotmány visszaállítása érdekében tevékenykedett. 1859-ben a megerősített birodalmi tanácsnak alelnöke volt; ekkor többekkel együtt a magyar alkotmány visszaállítása mellett erélyesen küzdött. 1860. október 20-án a magyar udvari kancelláriának újabb visszaállításával második magyar királyi udvari kancellárrá nevezték ki, mely állásról azonban utóbb az országgyűlést feloszlató legfelsőbb leirat következtében önként lemondott.
1855-től a Magyar Tudományos Akadémiának is igazgatósági tagja volt. 1865. szeptemberében Fejér vármegyei főispánná nevezték ki, ezen hivatalát 16 évig viselte, részt vett a főrendiház tanácskozásaiban. 1875-tól a főrendiház másodelnöke, utóbb, 1883-tól elnöke volt, ekkor mondott le főispáni hivatásáról. 1885-ben vonult vissza főrendiházi elnökségétől. 1873-tól főkamarásmester, 1884-től tárnokmester, 1888-tól országbíró lett. Az Aranygyapjas rend (1885), a Lipót-rend (1875. január 5.) nagy-, a Szent István-rend középkeresztes (1854. április 22.) vitéze.

## Családja
Felesége Marich Mária (1815. – 1890. február 8.), szolgaegyházi Marich István Dávid és báró krajovai és topolyai Kray Franciskának egyetlen leánya, csillagkeresztes hölgy volt. Feleségét 1841. január 1-jén fiúsították, minek következtében Szőgyény 1854. július 31-én, majd 1862. január 22-én kelt királyi magyar oklevélben engedélyt kapott a két család nevének és címerének egyesítésére. Ennek értelmében minden leszármazója – legyen az férfi vagy nő – jogosult a magyarszőgyéni és szolgaegyházi Szőgyény-Marich név viselésére. Házasságukból a következő gyermekek születtek:
- László (Bécs, 1840. november 12. – Csór, 1916. június 11.)
- Róza (Bécs, 1843. jún. 7. – ?)
- Gyula (Buda, 1846. okt. 16. – Bécs, 1862. febr. 19.)
- Géza (Bécs, 1847. dec. 25. – Csór, 1927. július 9.),[6] császári és királyi kamarás (1878), tárnokmester. Jogi tanulmányait Budapesten és Pozsonyban végezte, majd két évig a Hohenheimi és Magyaróvári Gazdasági Akadémián tanult. 1868-tól Fejér vármegye tiszteletbeli aljegyzője, 1872-től szolgabirája, 1884–1887 Székesfehérvár szabad király város országgyűlési képviselője, a Szabadelvű Párt tagjaként.
- Júlia (Bécs, 1853. ápr. 26. – ?), a brünni nemesi alapítvány hölgye, a Székesfehérvári Jótékony Nőegylet[7] védnöke, a székesfehérvári oltáregylet elnöke, Székesfehérvári Katholikus Nő védőegyesület[8] elnöke, az Erzsébet-rend I. osztályú hölgye.
- Fanny (Csoór, 1856. aug. 12. – ?), férje, Henze Viktor, császári és királyi huszárkapitány.
- Mária (Bécs, 1859. febr. 10. – ?), csillagkeresztes hölgy. Férje: gróf Zichy István, császári és királyi kamarás és huszárfőhadnagy
- Ferenc (Bécs, 1860. dec. 9. – Celldömölk, 1908. augusztus[9]), császári és királyi kamarás, császári és királyi tartalékos huszárhadnagy. Neje, gróf Gorcey-Longuyon Paulina

## Munkái
- Idősb Szőgyény-Marich László országbíró emlékiratai, Első kötet: 1836–1848. december 2., Második kötet: 1848-1859., harmadik kötet: 1860-61. Kiadják fiai, Budapest, 1903-1918., (Színes arcképpel, fényképmellékletekkel és okleveles függelékkel), Az első kötet online elérése